# Gerard Deulofeu
Gerard Deulofeu Lázaro (Riudarenes, 13 de março de 1994) é um futebolista espanhol que atua como ponta-esquerda. Atualmente está sem clube.

## Clubes

### Barcelona

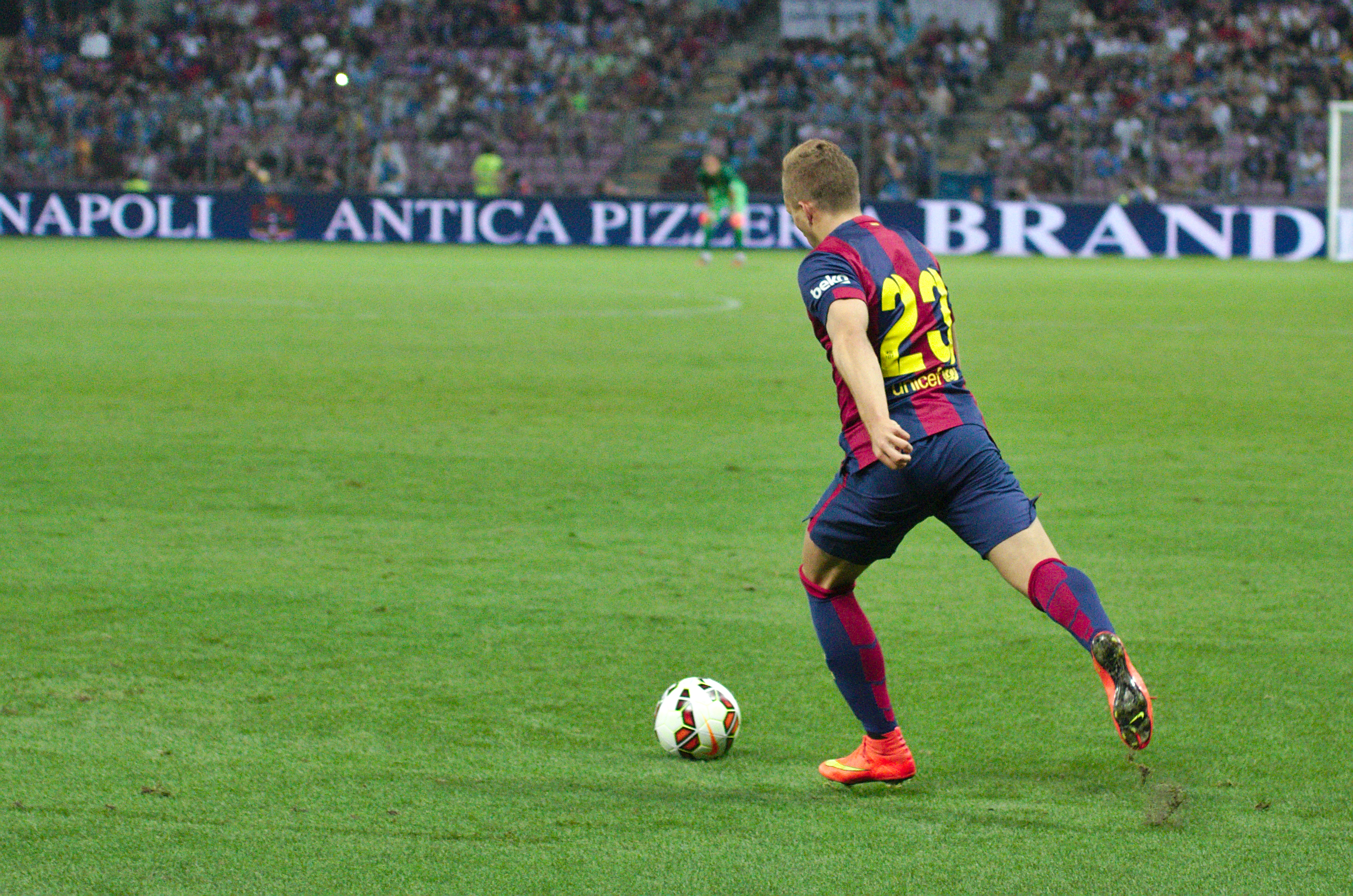
Deulofeu em 2014.

Nascido em Riudarenes, na província de Girona, na Catalunha, Deulofeu ingressou nas categorias de base do FC Barcelona aos nove anos de idade, em 2003. Em 2 de março de 2011, ainda no time júnior, ele fez sua estreia profissional, substituindo a Eduard Oriol aos 30 minutos do segundo tempo, em uma vitória do FC Barcelona B contra o Córdoba CF por 4-1, em partida válida pela Segunda Divisão Espanhola.
No final do mês de abril de 2011, Deulofeu foi convocado para ser reserva do time principal do Barcelona, porém acabou não entrando em um jogo que terminou 2-1 para o Real Sociedad em jogo do Campeonato Espanhol. Sua estreia com o time principal acabou decorrendo em 29 de outubro de 2012, onde substituiu a Cesc Fábregas aos 18 minutos do segundo tempo em uma vitória de 5–0 contra o RCD Mallorca.
Seu futuro para a temporada 2012–13 era incerto, já que ele recebia propostas de times como o Liverpool FC e o Queens Park Rangers, da Premier League. No entanto, ele permaneceu no Barcelona e marcou seu primeiro gol com a equipe principal em uma partida não-oficial, contra o Hamburgo SV; na mesma temporada, marcou o último gol da goleada de 8–0 contra o time marroquino Raja Casablanca. Atuando no time B, Deulofeu marcou um hat-trick no primeiro jogo da Segunda Divisão, contra o UD Almería, sendo o primeiro driblando o goleiro, o segundo de falta e o terceiro um "gol olímpico".

### Everton
Em 10 de julho de 2013, foi cedido por empréstimo ao Everton para ganhar experiência.

### Sevilla
Em 14 de agosto de 2014, foi novamente emprestado, desta vez ao Sevilla por uma temporada.

### Retorno ao Everton
Em 25 de junho de 2015, o Everton o contratou em definitivo por três temporadas.

### Milan
Em 20 de janeiro de 2017, o Everton chegou a um acordo com o Milan pelo empréstimo do jogador, válido por seis meses.

### Retorno ao Barcelona
Em 30 de junho de 2017, o Barcelona ativou sua cláusula de recompra .
Em 7 de agosto de 2017, na goleada do Barcelona sobre a Chapecoense por 5x0, em jogo válido pelo Troféu Joan Gamper, Deulofeu marcou seu primeiro gol após seu retorno ao clube catalão.

### Watford
No dia 29 de janeiro de 2018, o Barcelona informou oficialmente o empréstimo do jogador ao Watford. Em 11 de junho de 2018, o Watford anunciou a sua compra em definitivo.

## Seleção Espanhola
Deulofeu é considerado como um dos jogadores mais promissores das categorias de base da Seleção Espanhola de Futebol. Ele foi vice-campeão do Campeonato Europeu de Futebol Sub-17 de 2007 e bicampeão do Campeonato Europeu de Futebol Sub-19, nos anos 2011 — onde marcou um gol contra a Irlanda nas semifinais — e 2012, no qual foi nomeado "Melhor Jogador da Competição". Deulofeu teve ativa participação no fim desta competição, sendo que marcou dois dos três gols na semifinal em um empate em 3-3 frente a França, e concluiu o quinto pênalti, que deu a vaga à final; nesta, ele deu a assistência para o gol do título contra a Grécia.
Em 2013, Deulofeu integra a Seleção Sub-20 da Espanha para a disputa do Campeonato Mundial de Futebol Sub-20 de 2013, realizado na Turquia. No primeiro jogo da competição, ele fez dois gols e deu uma assistência na vitória de 4x1 frente aos Estados Unidos.

## Estatísticas
Atualizado em 9 de maio de 2016.

### Seleção Espanhola
Expanda a caixa de informações para conferir todos os jogos deste jogador, pela sua seleção nacional.
Sub-17
|     | Data                  | Local                                      | Resultado | Adversário       | Gol(s) | Competição                |
| --- | --------------------- | ------------------------------------------ | --------- | ---------------- | ------ | ------------------------- |
| 1.  | 16 de outubro de 2009 |                                            | 6–0       | Ilhas Faroé      | 0      | Amistoso                  |
| 2.  | 21 de outubro de 2009 |                                            | 4–1       | Romênia          | 0      | Amistoso                  |
| 3.  | 17 de março de 2010   |                                            | 4–0       | Irlanda do Norte | 0      | Amistoso                  |
| 4.  | 19 de março de 2010   |                                            | 0–1       | Bélgica          | 0      | Amistoso                  |
| 5.  | 22 de março de 2010   |                                            | 2–0       | Polónia          | 0      | Amistoso                  |
| 6.  | 16 de outubro de 2010 | Estádio Municipal Guillermo Amor, Benidorm | 4–1       | Moldávia         | 0      | Elim. Europeu Sub-17 2011 |
| 7.  | 18 de outubro de 2010 | Estádio Municipal Guillermo Amor, Benidorm | 3–0       | Finlândia        | 0      | Elim. Europeu Sub-17 2011 |
| 8.  | 21 de outubro de 2010 | Estádio Municipal Guillermo Amor, Benidorm | 2–1       | Rússia           | 0      | Elim. Europeu Sub-17 2011 |
| 9.  | 26 de março de 2011   | Georges Claesstadion, Mol                  | 3–1       | Bélgica          | 1      | Elite Europeu Sub-17 2011 |
| 10. | 28 de março de 2011   | Staf Janssensstadion, Tielen               | 5–1       | Irlanda do Norte | 1      | Elite Europeu Sub-17 2011 |
| 11. | 31 de março de 2011   | Georges Claesstadion, Mol                  | 1–2       | Inglaterra       | 0      | Elite Europeu Sub-17 2011 |

## Títulos
Sevilla
- Liga Europa da UEFA: 2014–15

Barcelona
- La Liga: 2017–18

Seleção Espanhola
- Campeonato Europeu Sub-19: 2012

### Prêmios individuais
- Equipe do torneio do Campeonato Europeu Sub-19 de 2012[17]
- Jogador de ouro do Campeonato Europeu Sub-19 de 2012[18]